# Variaciones geográficas del español
La lengua española presenta diferencias de pronunciación, tanto en otros países de habla hispana como en diferentes regiones de España. En España podemos encontrar regiones bilingües como el País Vasco, Galicia, Cataluña o la Comunidad Valenciana, donde la pronunciación del español aparece muy influida por la fonética propia del habla de cada región. En otros lugares, como Aragón o Extremadura, se suman a la pronunciación muchos rasgos fonéticos de dialectos anteriores. Por otro lado, la pronunciación andaluza posee una fisionomía propia y característica debido a la permanencia de algunos sonidos del castellano antiguo, el desarrollo de ciertas transformaciones fonéticas que no han evolucionado tanto como en otras provincias y elementos peculiares de esta región.
La pronunciación hispanoamericana se parece más a la andaluza que a la de las demás regiones españolas. La semejanza entre las dos es debido a características propias como el seseo, el yeísmo, la evolución de las consonantes finales o la tendencia a un timbre más abierto en las vocales. En el habla de América debe haber influencias fonéticas de todas las regiones españolas, pero no es fácil conocer la época, lugares y circunstancias relativas a la influencia de cada región.

## Variaciones en el vocalismo del español

### Vocalismo hispanoamericano
En el español de América se mantiene inalterado el sistema fonológico vocálico de cinco unidades (a, e, i, o, u). Con distinto grado de carácter e intensidad, aparecen en Hispanoamérica las vacilaciones vocálicas generales a todos los dialectos hispánicos: alternancias, trueques, cambios, diptongaciones, monoptongaciones y ultracorrecciones de todo tipo.
Estos son algunos de los fenómenos característicos (por su intensidad) de determinadas regiones:
| Caribe                                              | Polimorfismo en el timbre de las vocales finales por pérdida de /-s/. Fuerte nasalización vocálica, con pérdida, incluso, de la nasal final. Esta pérdida de nasal se ha recogido recientemente en zonas de México. |
| Zonas del altiplano mexicano hasta regiones andinas | Debilitamiento extremo, y pérdida, de las vocales átonas, favorecido por el contacto con S. |
| Yucatán                                             | La presencia de cortes glóticos entre fonemas, vocálicos o consonánticos. |

### Vocalismo español
Algunos rasgos distintivos de la variación del vocalismo dentro de España son:
| Cataluña   | Las vocales tónicas se abren más. Las vocales átonas tienden a centralizarse más. Las vocales se palatalizan o se velarizan marcadamente en contacto con consonantes palatales o velares. |
| Galicia    | Las vocales [e] y [o] en posición final se cierran en [i] y [u] respectivamente. |
| País Vasco | Las vocales se pronuncian con un elevado grado de tensión. |

## Variaciones en el consonantismo del español

### Consonantismo hispanoamericano[4]
El seseo es un rasgo común en todos los dialectos de América. Su sistema consonántico consta de 18 unidades (sin el fonema fricativo interdental sordo /θ/).
Hay una tendencia al debilitamiento consonántico que se manifiesta en los siguientes casos:
a) Las sonorizaciones de las oclusivas sordas
b) Las realizaciones fricativas sonoras y las elisiones
c) Las distintas soluciones de las vibrantes múltiples prenucleares: alveolares fricativas, asibiladas y velares
d) Casos de debilitamiento orgánico relativo a la /-r/ implosiva.
e) La velarización de la nasal implosiva y la elisión
f) La aspiración de la /s/ implosiva como etapa intermedia en el proceso de desgaste articulatorio de la sibilante
Algunas regiones, debido al contacto con lenguas indígenas, como pueden ser Yucatán o zonas andinas, poseen una alofonía especial. Estos alófonos especiales afectan sobre todo a unidades léxicas indígenas o viven entre hablantes bilingües.

### Consonantismo español[3]
| Andalucía y Canarias                                                   | Seseo El fonema /θ/ es sustituido por /s/. Esta /s/ puede tener diversas realizaciones                            |
| Algunas zonas de Andalucía                                             | Ceceo Sustitución del fonema /s/ por el fonema /θ/.                                                               |
| Sur de España, zonas de Castilla-La Mancha, Canarias (en menor medida) | Aspiración y/o pérdida de /s/ Esta pérdida provoca la abertura (fonológica) de las vocales para marcar el plural. |

## Variación de los patrones melódicos del español
En este apartado vamos a comparar la entonación de los tipos más frecuentes de oración en varios dialectos hispanoamericanos notoriamente distintos entre sí y el español peninsular procedente de distintas regiones a través de una investigación recogida en el libro La entonación del Español de Juan Manuel Sosa. Las variedades peninsulares que se estudian en dicha investigación son las de Madrid, Pamplona, Barcelona y Sevilla. Del español hispanoamericano, analizaremos los dialectos urbanos de Buenos Aires, Argentina; Bogotá, Colombia; Ciudad de México, México; San Juan, Puerto Rico; Caracas, Venezuela; La Habana, Cuba; y Lima, Perú.
Los tipos de oraciones para esta investigación fueron limitados a tres: oraciones declarativas finales, preguntas absolutas y preguntas con palabra interrogativa (pronominales).

### Contornos declarativos
En la literatura, generalmente se les atribuye a las frases declarativas o enunciativas un tonema de finalidad, caracterizado por un descenso pronunciado. Estas frases son aquellas que responden a una pregunta, expresan un hecho determinado, un juicio categórico o una aseveración.
En la investigación recogida por Juan Manuel Sosa se concluye que para los contornos hispanoamericanos (excepto la  cadencia final mexicana), las oraciones declarativas son todas descendentes hasta el registro más bajo de los hablantes.
Tras el estudio realizado, se notó que, lingüística y funcionalmente, no existen variaciones significativas para las declarativas entre España y América. A nivel del pretonema la tendencia no marcada es el uso de acentos tonales L*+H (con la excepción del dialecto porteño). Tanto las variantes hispanoamericanas como las peninsulares utilizan los dos tipos de tonemas, el L*L% y el H*L%. El H*L% marca un grado mayor de énfasis o focalización en la última palabra acentuada.
Tras varios estudios realizados sobre comparaciones entre dialectos, se encontraron algunas coincidencias entre ellos. La configuración tonemática de los diez dialectos siempre fue descendente, la mayor parte de las veces culminando con el tonema L*L%, el tonema de finalidad. El punto más alto se sitúa en el primer pico siguiendo a la primera sílaba acentuada, después de la cual se inicia un descenso. 
A pesar de las coincidencias tonemáticas que se señalan en la investigación, era fácil detectar el origen de la mayoría de los informantes al escuchar su pronunciación. Esto puede ser debido a dos razones:
1.       Es posible que haya rasgos diferenciadores de alturas globales en el pretonema que sean igualmente sistemáticos.
2.       Es posible que aunque las secuencias de tonos sean las mismas, su implementación sea distinta, por lo que habría diferencias fonéticas que servirían de indicios.

### Interrogativas absolutas
Lo que distingue a un enunciado declarativo en español de su correspondiente interrogativo es fundamentalmente su entonación. En el estudio se encontraron variaciones relevantes en la configuración de los tonemas, pero también rasgos comunes como una altura global más alta.
La diferencia que encontraron entre el patrón mexicano y el castellano radica en la mayor subida final del mexicano.
En el dialecto puertorriqueño existe una diferencia de tonema entre las preguntas absolutas normales y las negativas. Las interrogativas absolutas usan el tonema H+H*L%, es decir, presentan una subida en el núcleo antes de bajar. Por otro lado las preguntas negativas tienen un tonema H*L%, que no hace que el núcleo suba antes de bajar. Este tipo de distinción entre los dos tipos de preguntas en puertorriqueño no se encuentran en todos los dialectos caribeños.
La única diferenciación real que ocurre entre las principales zonas dialectales tradicionalmente establecidas es la que opone al español del Caribe, insular y continental, al resto de las variedades hispanoamericanas. El hecho de que en todas las demás zonas se manifieste un tonema ascendente, mientras que en toda la región caribeña las interrogativas absolutas se de un tonema descendente, nos hace pensar en la evolución histórica interna de esta variedad, considerándose una zona particular distinta.
Los contornos interrogativos de nuestra muestra peninsular terminan siempre con tonemas ascendentes. En la mayoría de los casos siguen las normas canónicas de la entonación castellana. 
Como conclusión Juan Manuel Sosa señala que el contorno melódico de las interrogaciones absolutas es particular y distintivo para cada dialecto, estableciéndose las diferencias entre ellos a nivel de tonema. Los cinco tipos principales son:
a.       Ascendente, con el tono nuclear asociado al acento tonal H*, seguido del tono de juntura H%. Característico del dialecto argentino buonarense.
b.       Ascendente, con el movimiento melódico partiendo de la sílaba nuclear situada cerca de la línea de la base tonal, pero sin sobrepasar la altura global del enunciado. Característico del español peninsular.
c.       Ascendente, partiendo desde el registro más bajo y elevándose sustancialmente por encima de la altura del cuerpo del enunciado durante la última sílaba. Característico del dialecto mexicano, de ciertas preguntas del bogotano y de la variedad limeña.
d.       Descendente desde el punto más alto del enunciado, efecto de la secuencia H+H*L%. Esta secuencia es característica del caraqueño, el puertorriqueño, el habanero y los demás dialectos hispánicos del Caribe.
e.       Descendente, con la cadencia final partiendo desde la altura aproximada del resto del enunciado, efecto del tonema H*L%. Hallamos esta terminación únicamente en las preguntas negativas del puertorriqueño y el maracucho. 
Quilis 1987 apunta que si se comparan los perfiles entonativos de los enunciados interrogativos absolutos del puertorriqueño, con los dialectos de Las Palmas de Gran Canaria, se puede notar la casi total semejanza que existe entre ellos.
Respecto a las irregularidades pretonemáticas, se encontró que los contornos de todos los dialectos del español presentan el incrementado ascenso inicial de las interrogativas, por lo que este hecho debe ser considerado una característica general de la lengua.

### Preguntas pronominales
La configuración melódica de este tipo de preguntas se corresponde en general con la del enunciado declarativo, ya que la parte más alta del contorno coincidente con la primera palabra acentuada, después de la cual se produce un descenso gradual que finaliza con un tonema descendente. La altura general de las preguntas pronominales es siempre mayor que la de cualquier enunciado declarativo. Como la intención interrogativa se concentra sobre la primera palabra acentuada, el pico más alto tiende a coincidir con esa palabra, aunque no necesariamente en su sílaba acentuada.
Juan Manuel Sosa señala que respecto a las preguntas pronominales, de acuerdo a la gran variabilidad encontrada inter e intradialectalmente, no podemos llegar a conclusiones definitivas sobre cuáles son los patrones fonológicos no marcados para cada dialecto. Se han documentado diferencias sistemáticas como las que existen entre el puertorriqueño y otros dialectos con respecto al tipo de descenso final o la aparente preferencia del mexicano y el colombiano por tonemas ascendentes.